# A-3052
La A-3052 es una carretera autonómica andaluza en la provincia de Córdoba que une los municipios de La Carlota, La Victoria y La Guijarrosa. Tiene una longitud de 9,30 kilómetros. Es importante para dichas localidades y otras de alrededores como es el caso de San Sebastián de los Ballesteros localidades debido a que por ella se accede a numerosas explotaciones agrícolas y principalmente conecta con la autovía A - 4 por la Aldea Quintana, distrito compartido de los municipios de La Carlota y La Victoria . En invierno durante la campaña de la aceituna su tráfico aumenta considerablemente, circulando por la vía numerosos tractores y camiones cargados de aceitunas lo que la hace muy peligrosa debido a su estrechez.